# Enhörningen

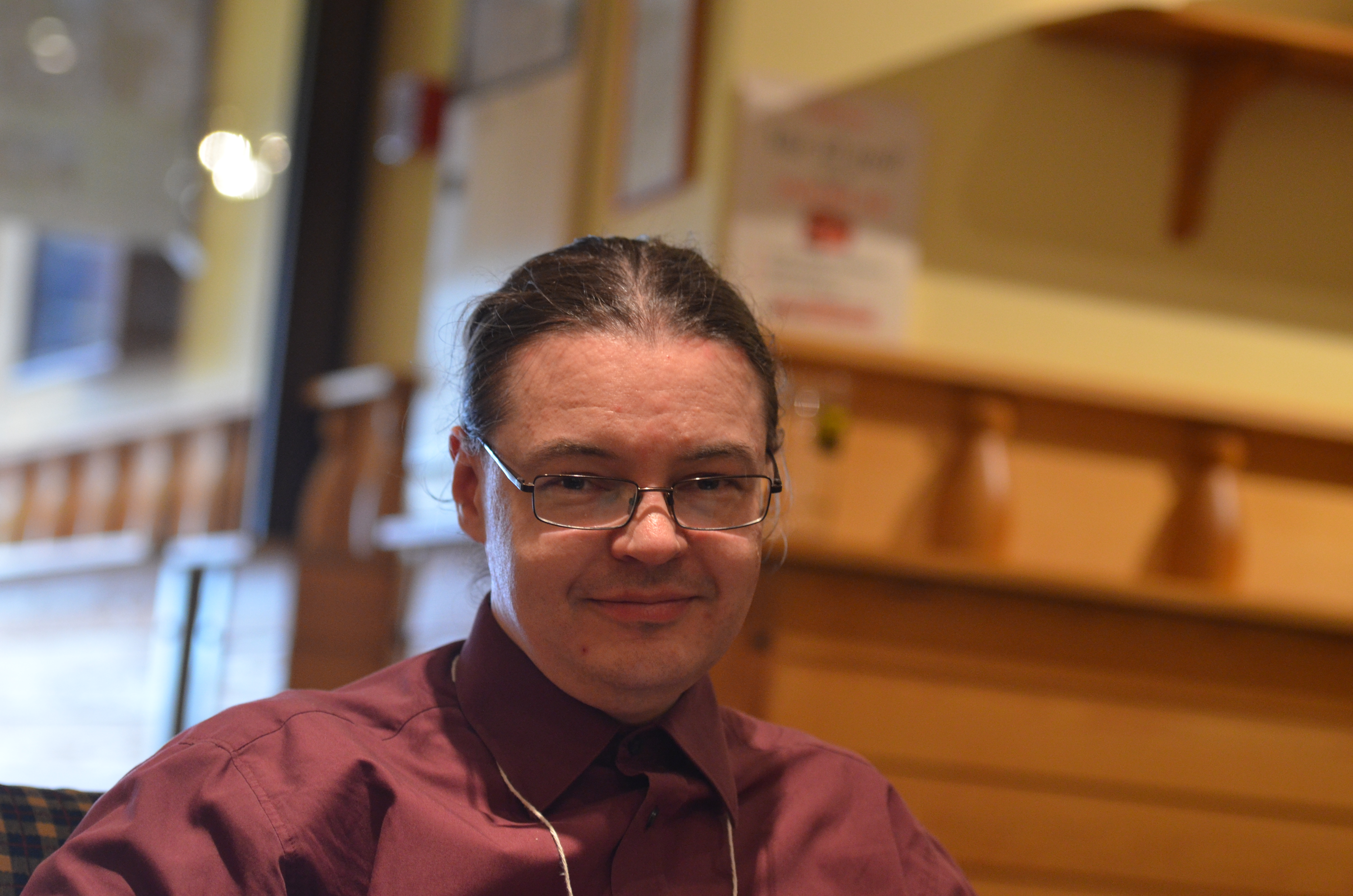
Chefredakteur Ben Roimola, 2012

Enhörningen („das Einhorn“) ist eine finnlandschwedische Science-Fiction- und Fantasyzeitschrift. Sie ist die einzige Zeitschrift für dieses Genre auf Schwedisch in Finnland.

## Geschichte
Die erste Ausgabe der Zeitschrift erschien in 1987. 1998 gab es nach einer achtjährige Pause – zwischen 1990 und 1998 – einen Neustart mit der Hilfe eines Stipendiums des Svenska kulturfonden. Die Zeitschrift hat später auch finanzielle Unterstützung vom Föreningen Konstsamfundet und dem finnischen Bildungsministerium erhalten.

## Inhalt und Format
Enhörningen konzentriert sich auf Kurzgeschichten, Artikel, Bewertungen und Illustrationen. Die Kurzgeschichten sind schwedische Originalgeschichten, von reichsschwedischen oder finnlandschwedischen Autoren, oder Übersetzungen aus dem Englischen oder Finnischen. Die Zeitschrift versuchte schwedische Übersetzungen von allen Preisträgern des Atoroxpreises – des jährlichen finnischen Science-Fiction- und Fantasykurzgeschichtepreises – zu publizieren. So war die Zeitschrift quasi ein Schaukasten für schwedischsprachige Science-Fiction- und Fantasyliteratur in Finnland. Die letzte Ausgabe wurde 2007 herausgegeben.
Das Format ist A4. In den achtziger und neunziger Jahren betrug die Seitenzahl ungefähr 20 Seiten; im 21. Jahrhundert zwischen 50 und 90 Seiten.

## Im Internet
Enhörningen hat seit 1998 eine Online-Ausgabe, Näthörningen („das Netzhorn“), die als eine Ergänzung zur Zeitschrift funktioniert. Die Online-Ausgabe enthält Bewertungen, Kurzgeschichten und Nachrichten und ist die wichtigste Nachrichtenquelle über finnische Science Fiction und Fantasy auf Schwedisch.